# 忻保高速公路
忻州－保德高速公路，简称忻保高速，是交通部促进中部崛起规划项目，起自山西忻州，经静乐、宁武、岢岚至山西保德，于2011年12月30日全线通车。